# Cantón de Saint-Seine-l'Abbaye
El cantón de Saint-Seine-l'Abbaye era una división administrativa francesa, que estaba situada en el departamento de Côte-d'Or y la región de Borgoña.

## Composición
El cantón estaba formado por veinte comunas:
- Bligny-le-Sec
- Champagny
- Chanceaux
- Curtil-Saint-Seine
- Francheville
- Frénois
- Lamargelle
- Léry
- Panges
- Pellerey
- Poiseul-la-Grange
- Poncey-sur-l'Ignon
- Saint-Martin-du-Mont
- Saint-Seine-l'Abbaye
- Saussy
- Trouhaut
- Turcey
- Val-Suzon
- Vaux-Saules
- Villotte-Saint-Seine

## Supresión del cantón de Saint-Seine-l'Abbaye
En aplicación del Decreto nº 2014-175 de 18 de febrero de 2014, el cantón de Saint-Seine-l'Abbaye fue suprimido el 22 de marzo de 2015 y sus 20 comunas pasaron a formar parte; once del nuevo cantón de Fontaine-lès-Dijon y nueve al nuevo cantón de Is-sur-Tille.